# Spaulding (Kalifornija)
Spaulding je naseljeno područje za statističke svrhe u američkoj saveznoj državi Kalifornija. Prema popisu stanovništva iz 2010. u njemu je živjelo 178 stanovnika.